# Rupert Bergmann
Rupert Bergmann (* 14. Juni 1965 in Graz) ist ein österreichischer Opernsänger (Bassbariton). Seine Arbeitsschwerpunkte sind das zeitgenössische Musiktheater sowie die Operette und das Musical und er widmet sich als katholischer Lektor und Kantor der gottesdienstlichen Kirchenmusik, sowie der Gestaltung eigener musikalisch-künstlerischer Projekte und kammermusikalischer Programme mit Liedern.

## Leben
Rupert Bergmann wurde am 14. Juni 1965 in Graz geboren, als erstes von fünf Kindern von Heinz Bergmann (1933–2007), Professor an der TU Graz und Margarete Bergmann (* 1943).
Er besuchte das Bischöfliches Gymnasium Graz, wo er 1983 die Matura bestand, im selben Jahrgang u. a. mit dem heutigen Bischof Hermann Glettler und dem Theologen Johann Pock.
Rupert Bergmann erhielt seine musikalische Ausbildung an der Universität für Musik und darstellende Kunst Graz (heute KUG) u. a. bei Annemarie Zeller, Roberta Knie, Christian Pöppelreiter, Horst Zander und dem Dirigenten Wolfgang Schmid. Er schloss das Studium mit Diplom (1991) und Magister artium (1992) ab, mit einer Arbeit über die drei Mozart-DaPonte-Opern. Weitere Studien führten ihn nach Wien zu Wicus Slabbert und Walter Berry.
1990 debütierte er am Opernhaus Graz und trat seither als Opern- und Konzertsänger in Europa, Nord- und Südamerika und Japan auf.

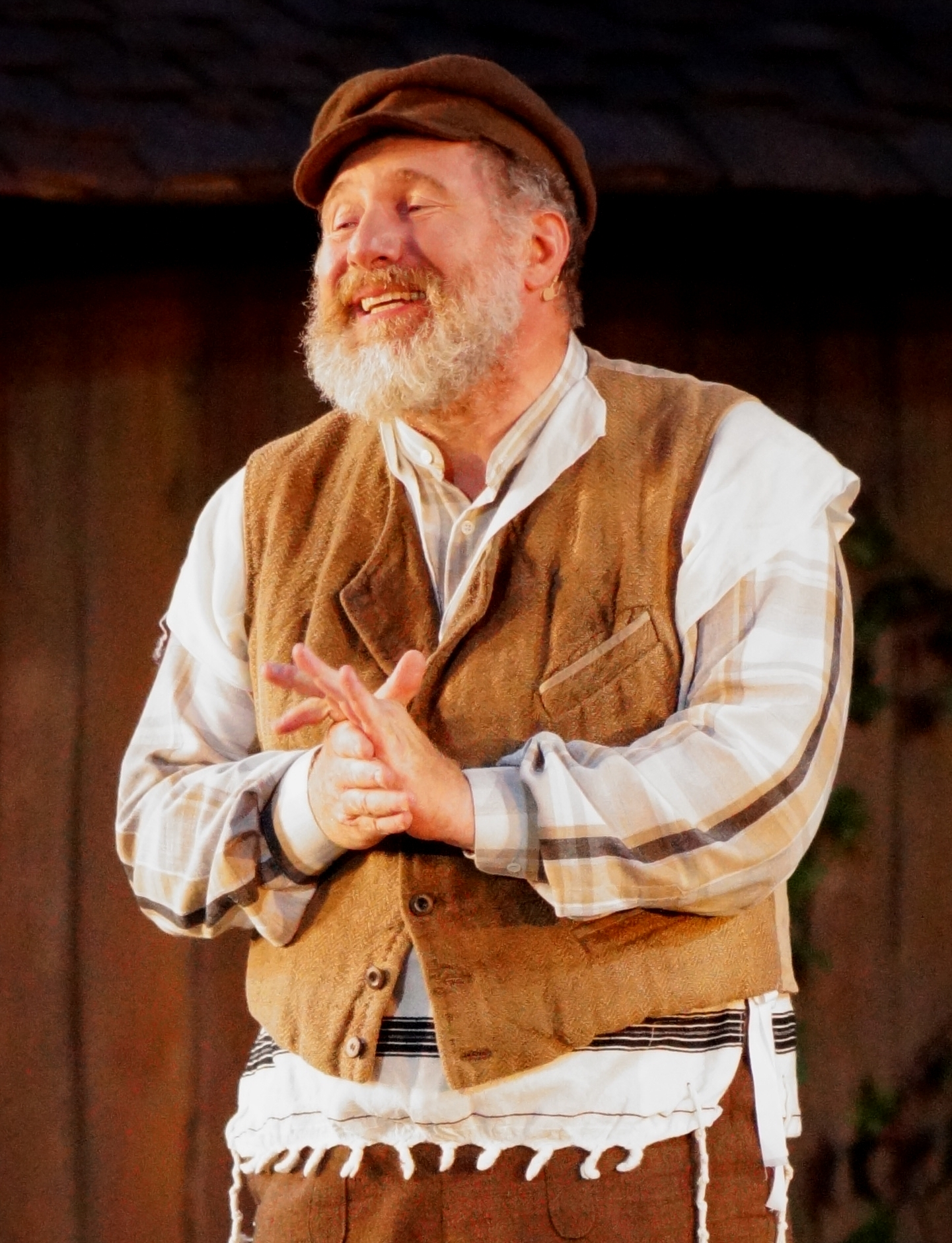
Rupert Bergmann als Tevje im Musical 'Anatevka', Seefestspiele Mörbisch 2014

Neben seiner musikalischen Ausbildung studierte Bergmann mit Unterbrechungen zwischen 1983 und 1992 Betriebswirtschaftslehre an der Universität Graz. Den ersten Studienabschnitt beendete er erfolgreich, die Entscheidung für eine Berufslaufbahn als Opernsänger verhinderte den Abschluss des zweiten Abschnittes des Studiums.
1995 trat er das erste Mal in Wien auf, wo in den folgenden Jahren darauf weitere Debüts folgten: Wiener Kammeroper (1998), Neue Oper Wien (1998), Volksoper Wien (2001), sirene Operntheater (2004) und Theater an der Wien (2006), Bühne Baden (2014). Daneben arbeitete er in Österreich mit Festivals und freien Opernproduzenten: Schlossfestspiele Langenlois, Niederösterreichischer Operettensommer im Schloss Haindorf (2003–2011), Lehár Festival Bad Ischl (2005–2012), Seefestspiele Mörbisch (2013, 2014 und 2017).
International begann er 1993, in Produktionen von ARBOS zu arbeiten: Prag, Theresienstadt (Tschechische Republik), National Arts Centre Ottawa, Concordia University und Chapelle historique du Bon Pasteur in Montréal (Kanada), Kulturhuset (Stockholm) in Schweden, United States Holocaust Memorial Museum in Washington, D.C., dem Holocaust Museum in Los Angeles (USA). 1997 kam er mit einem Projekt von ARBOS auch zum Festivals 2days2nights of New Music in Odessa (Ukraine), wo er ab 2007 mit verschiedenen Soloprogrammen und Uraufführungen mehrfach zu Gast war (2007, 2009, 2012, 2014, 2016, 2018, 2019, 2021).
Er gastierte am Staatstheater Schwerin (2002), am Teatro de la Opera, San Juan, Puerto Rico (2004), am Teatro Municipal de Santiago de Chile (2007), am New National Theatre Tokyo (2009, 2011) am Prinzregententheater München (2012) und an der Nationaloper der Ukraine in Kiew (2018).
Mehrfach trat er bei weiteren Festivals in der Ukraine auf: beim ersten und einzigen Don Bass New Music Art Festival Donetsk (2013), weiter beim Kiew Musik Fest und beim Kontraste Festival Lemberg (2013, 2017), wohin er auch im Oktober 2022 zurückkehrte und im großen Saal der Philharmonie ein Programm mit zeitgenössischen ukrainischen Werken präsentiert, u. a. mit der Uraufführung der Mini-mono-oper Conversion and Mission of Paul von Kira Maydenberg-Todorova mit einer Textcollage aus dem Neuen Testament von Rupert Bergmann.
Seit 1998 präsentierte er regelmäßig Liedprogramme (u. a. auch Winterreise) und zeitgenössische Programme in Wien, Salzburg, New York (Austrian Cultural Forum New York), Boston (Jordan Hall, St.Botolph Club), Toronto, Nashua/New Hampshire, Santiago de Chile und Moskau. Zu seinen Programmen zählen u. a. High Strings – Deep Voice (ab 2010) und Made in Austria (2015) mit seiner Schwester und Geigerin Katharina Radlberger, und Bassbariton trifft Bassklarinette (Projekt INÖK in Wien 2015).
2017 präsentierte er an der Bühne Baden das Programm Flucht und Heimkehr mit dem Akkordeonisten Alfred Melichar, das den jüdischen Komponisten Ernst Krenek, Viktor Ullmann, Karl Kohn und Ella Milch-Sheriff gewidmet war. Im selben Jahr unternahm er im Raum Boston/USA eine kurze Tournee mit der ukrainisch-amerikanischen Sopranistin Olga Lisovskaya mit einem Programm unter dem Titel A Musical Voyage from Vienna to Kiev, am Klavier wurden sie von Boris Fogel begleitet.
2018 präsentierte er bei der Bühne Baden mit der Jazzsängerin Timna Brauer ein Cross-over Programm unter dem Titel Ist es Liebe...? mit Werken aus Oper, Operette, Musical, Chason, Klezmer und Wienerlied, dabei wurden sie vom israelischen Jazzpianisten Elias Meiri am Klavier begleitet.
Über 70 Rollen zählen zu seinem Repertoire, so u. a. die Titelrolle in Wozzeck (Wien 2002), Frank/Die Fledermaus (Wien 1999, Santiago de Chile 2007, Tokio 2009), Kurwenal/Tristan und Isolde (Puerto Rico, 2004), Ollendorf/Der Bettelstudent (Volksoper Wien 2003, Bad Ischl 2005), Zsupán/Der Zigeunerbaron (Bad Ischl 2008, Schlossfestspiele Langenlois 2015) und Tevje/Anatevka (Mörbisch 2014). Diese Rolle übernahm er auch kurzfristig im Mai 2015 in einer Neuproduktion der Vereinigte Bühnen Bozen. 2018 debütierte er als Il Malaspina in Luci Mie Traditrici von Salvatore Sciarrino an der Nationaloper der Ukraine in Kiew.

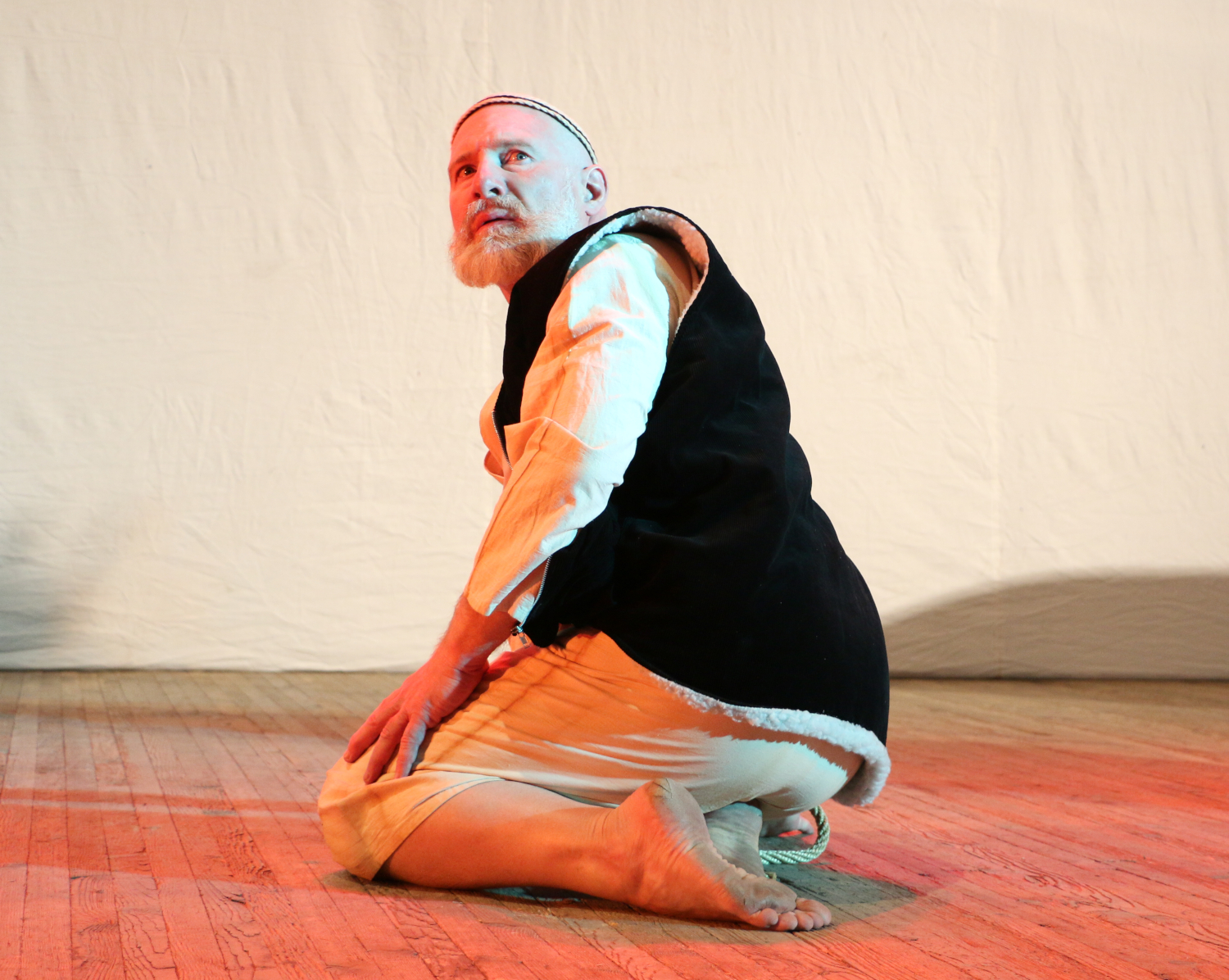
Rupert Bergmann als 'Moses' in "Berufung des Moses', szenische Kantate von Tzveta Dimitrova

2011 realisierte er Vogel Herzog Idiot, ein eigenes Projekt mit drei für ihn von Karmella Tsepkolenko, Samu Gryllus und Johanna Doderer geschriebenen Mini-Mono-Opern in Zusammenarbeit mit dem Theater an der Wien in der Wiener Kammeroper
Er arbeitete u. a. mit den Regisseuren und Regisseurinnen Ruth Berghaus, Christian Boesch, Herbert Gantschacher, Philipp Harnoncourt, Robert Herzl, Kasper Holten, Peter Konwitschny, Gernot Kranner, Christof Loy, Marco Arturo Marelli, Leonard Prinsloo, Dolores Schmidinger, Michael Sturminger und Kristine Tornquist sowie den Dirigenten Alexander Drcar, Marc Albrecht, Wolfgang Bozic, Rani Calderon, Dan Ettinger, Milan Horvat, Alexander Joel, Johannes Kalitzke, David Levi, Andreas Mitisek, Ulf Schirmer und Uwe Theimer.
2010 gründete Bergmann mit dem ungarischen Komponisten Samu Gryllus den Verein MuPATh – music performance art theater zur Realisierung eigener Musiktheaterproduktionen, bisher wurden die Projekte Kollmi Szuszi, Vogel Herzog Idiot und ′′Geiseloper′′, sowie kleinere Konzertprojekte in Österreich und Ungarn realisiert. 2021 zog sich Bergmann von der Leitung des Vereines zurück.
2017 gründete Bergmann zusammen mit dem Fagottisten Robert Brunnlechner und der Pianistin Tzveta Dimitrova das Ensemble Profundi, das sich der Interpretation von zeitgenössischem und klassischem Repertoire widmet und in Wien und Mödling auftrat.
Im Buch Fragen an das Musiktheater (2012) der Edition Atelier beantwortet Rupert Bergmann eine Reihe von künstlerischen und kulturpolitischen Fragestellungen.
Seit 2019 fokussiert Bergmann seine Lebensführung und Tätigkeiten auf christlich-franziskanische Spiritualität und ist regelmäßig gottesdienstlich als Kantor, Lektor und Organist in der Franziskanerkirche und Franziskanerkloster Maria Enzersdorf bei Wien tätig, sowie veröffentlicht regelmäßig Artikel in der Offenen Gemeinde, dem Pfarrblatt der katholischen Gemeinde Maria Enzerdorf / Südstadt / Hinterbrühl in der Erzdiözese Wien.
Seit 2020 veröffentlicht Bergmann auf seinem YouTube-Kanal LayFraCantor regelmäßig Beiträge zu Religion, Musik und Kunst.
Mit seiner letzten Vorstellung in der Rolle des Bruder Tuck im Musical Robin Hood Ende Dezember 2022 an der Bühne Baden zog er sich vom Musiktheaterbetrieb zurück und widmet sich seither nur mehr eigenen, kleineren künstlerischen Projekten.

## Rollen (Auswahl, chronologisch)
- Guglielmo, (Così fan tutte), Theater im Palais, Graz 1988
- Claudio, (Béatrice et Bénédict), Opernhaus Graz 1990
- Don Giovanni, (Don Giovanni), Theater im Palais, Graz 1991
- Sprecher, (Die Weise von Liebe und Tod des Cornets Christoph Rilke von Viktor Ullmann, Melodram), seit 1993 in den Originalversionen des Komponisten für Klavier und Orchester sowie einer Bearbeitung für Akkordeon für ARBOS – Gesellschaft für Musik und Theater in Klagenfurt, Hallein, Salzburg, Prag, Los Angeles, Ottawa, Montreal, Wien, Arnoldstein, Bovec, Valentinalm in Kötschach-Mauthen, Neue szenische Version[16], Produktion MuPATh, mit Klavier beim Festival 2days2nights of new music, Großer Saal der Philharmonie Odessa 2018
- Mannoury, (Die Teufel von Loudun von Krzysztof Penderecki), Wiener Operntheater 1995
- Sepp, (Stallerhof von Gerd Kühr), Wiener Taschenoper 1996
- Moses, (Aufstieg und Fall der Stadt Mahagonny von Kurt Weill), Neue Oper Wien 1998
- Pangloss/Voltaire/Cacambo/Martin, Candide von Leonard Bernstein, Neue Oper Wien 1999
- Frank, (Die Fledermaus), Wien 1999, Santiago de Chile 2007, Tokio 2009, 2011
- Punch, (Punch and Judy von Harrison Birtwistle), Graz 1999, Hamburg 2001
- Wozzeck, (Wozzeck), Neue Oper Wien, 2002
- Sprecher/Erzähler, (Ein Überlebender aus Warschau von Arnold Schönberg), Niederösterreichisches Tonkünstlerorchester 2002, Version mit Klavier: Festival 2days2nights Odessa 2016[17], Arnold Schönberg Center 2018, Atlatszo Hang Festival Budapest 2018
- Baron Weps, (Der Vogelhändler), Volksoper Wien 2001, Lehár Festival Bad Ischl 2012, Seefestspiele Mörbisch 2017
- Kurwenal, (Tristan und Isolde), Teatro de la Opera, San Juan, Puerto Rico 2004
- Mr. Peachum, (The Beggar’s Opera von John Gay), Wiener Kammeroper 2005
- Ollendorf, (Der Bettelstudent), Volksoper Wien 2003, Lehár Festival Bad Ischl 2005
- Baron Zeta, (Die lustige Witwe), Lehár Festival Bad Ischl 2006
- Pentheus, (Strom von Johanna Doderer), Museumsquartier Wien 2006
- Lindoberer, (Der fidele Bauer von Leo Fall), Lehár Festival Bad Ischl 2010
- Nasoni, (Gasparone von Carl Millöcker), Schlossfestspiele Langenlois 2011, Operette Balzers/Liechtenstein 2014
- Tevje (Anatevka), Seefestspiele Mörbisch 2014, Vereinigte Bühnen Bozen 2015
- Aristide Girot (Frasquita), Stadttheater Baden (2016)
- Il Malaspina (Luci mie traditrici von Salvatore Sciarrino), Nationaloper Ukraine / Национальная опера Украины, Ukhoensemble Kiev (2018)
- Moses, (Berufung des Moses), Szenische Kantate von Tzveta Dimitrova (Musik) und Rupert Bergmann (Text), Festival 2days2nights of new music, Odessa, Ukraine (2019)
- Trygaios, (Trygaios), Mini-mono-oper von Werner Schulze, nach Eirene von Aristophanes, Österreich/Ukraine 2020–2022
- Ijob, (Pain and Salvation of Job/Leid und Errettung des Ijob), Mini-mono-oper und Videofilm, von Anton Rovner, Ukraine/Österreich 2021
- Bruder Tuck, (Robin Hood), Musical von Robert Persché, Produktion Bühne Baden 2020/2021/2022
- Krokodilbesitzer. Das Krokodil, Oper nach Fjodor M. Dostojewski von Jury Everhartz, sirene Operntheater 2004
- König. Prinz, Held und Füchsin. Oper von Kristine Tornquist und Akos Banlaky, sirene Operntheater 2008
- Kaiser Rudolf II, Festival Nachts, 9 Kammeropern nach dem Roman Nachts unter der steinernen Brücke, sirene Operntheater 2009
- König Yunan, Oper Yunan und Duban nach 1001 Nacht von Lukas Haselböck, sirene Operntheater 2011
- Der Rote Turban, Oper Harun und Dschafar nach 1001 Nacht von René Clemencic, sirene Operntheater 2011
- Prof. Jessing, Primarius, Hospital, 3 Kammeropern nach Texten von Kristine Tornquist von Šimon Voseček, Hannes Löschel und Christof Dienz, sirene Operntheater 2016

## Diskografie
- Bruder Tuck, Musical Robin Hood, CD-Produktion der Bühne Baden 2022
- 'Über den Wechsel und zurück", Liedprogramm November 2019, Konzertmitschnitt live aus dem Florentinersaal Graz, Produktion Steirischer Tonkünstlerbund und INOEK
- Baron Weps, Der Vogelhändler, CD-Produktion Seefestspiele Mörbisch (2017)
- Manuele / Martini, Giuditta, CD-Produktion Bayrisches Rundfunkorchester, Liveaufnahme Prinzregententheater, Dirigent Ulf Schirmer (2012/2017)
- Lazar Wolf/Rabbi, Anatevka, CD-Produktion Seefestspiele Mörbisch 2014
- Maliniak, Die Besessenen von Johannes Kalitzke, CD der Produktion Theater an der Wien 2010/2012[18]
- Lindoberer, Der fidele Bauer CD-Produktion Leharfestival Bad Ischl 2010
- Aristide Girot, Frasquita CD-Produktion Leharfestival Bad Ischl 2010
- Manuele/Antonio/Martini/Adjutant des Großherzogs, Giuditta, CD-Produktion Lehár Festival Bad Ischl und Dirigent Vinzenz Praxmarer 2007
- Intendant, I Hate Mozart von Bernhard Lang, CD-Produktion Theater an der Wien 2006, Dirigent Johannes Kalitzke
- Dr. Hatam, Malakut von Nader Mashayekhi (Iranische Musik), CD der Produktion Wiener Operntheater 1997
- Liederabend (Franz Schubert, Arnold Schönberg, Ernst Krenek, Florian Wiefler, Johannes Kern, Ernst Ludwig Uray), Fürstenfeld 1996 (Livemitschnitt)
- Moahofer, Die Geierwally (Musical) von Reinhard P. Gruber, Graz 1996
- Lautsprecher, Der Kaiser von Atlantis von Viktor Ullmann, ARBOS – Gesellschaft für Musik und Theater[19] 1995
- Strassenkater, Pinocchio (Musical) von Viktor Fortin, CD der Produktion Opernhaus Graz 1994